# 512
Cette page concerne l'année 512  du calendrier julien. Pour l'année 512 av. J.-C., voir 512 av. J.-C. Pour le nombre 512, voir 512 (nombre).
L'année 512 est une année bissextile qui commence un dimanche.

## Événements

### Asie
- Le chef du clan impérial japonais Ōtomo no Kanamura donne son accord à l'acquisition des quatre provinces japonaises de Mimana par le royaume puissant de Paekche, au Sud de la Corée[1].

- Mihirakula, fils de Toramâna, devient chef des Huns Hephtalites (512-528[2]). Il envahit l’Inde du Nord et établit sa capitale à Sakala (Sialkot). Il est cité comme adorateur du dieu hindou Shiva dans une inscription du temple du soleil situé dans le territoire de Gwalior. D’après la Râjataranginî, c’est un tyran d’une grande cruauté.

### Proche-Orient
- 24 septembre : dédicace trilingue d’un martyrium dédié à saint Serge, à Zabad, au sud-est d'Alep[3]. À côté d'une inscription en grec et syriaque datée[4], un grafitto est gravée en écriture arabe[5]. Il est sans doute la plus ancienne inscription datée, avec celles du Jabal Usays[6] (528-529) et d'Harran (568)[7].
- 16 novembre : Sévère de Sozopolis, monophysite proche d’Anastase, est consacré patriarche d’Antioche (fin en 518)[8].

### Europe
- 26 août : fondation à Arles, par Césaire d'Arles, d'une des premières communautés religieuses féminines[9].
- 6 novembre : émeutes à Constantinople contre l’addition monophysite au Trisagion. Le peuple chalcédonien renverse les statues d'Anastase, saccage la maison du préfet du prétoire Marinos d’Apamée et acclame Aréobinde comme empereur. Anastase se réfugie au Blachernes puis le 8 novembre se présente devant le peuple et le calme par des promesses[10]
- Migration des Hérules du cours moyen du Danube vers l'Elbe, selon Procope de Césarée, dans le but de retourner en Scandinavie après leur défaite contre les Lombards[11]. Une partie d'entre eux est accueillie en Illyricum dans l'empire byzantin par Anastase[12].
- Anastase achève la construction d'une troisième enceinte à Constantinople, le Long Mur de Thrace, à 64 km de la ville[13].
- Théodoric le Grand publie son Edictum Theodorici, code pour les Romains et les Goths[14].
- Éruption du Vésuve[15].

## Naissances en 512
- Désiré de Bourges

## Décès en 512
- Flavius Areobindus Dagalaiphus